# باصدي العلياء (الريف الشرقي)
باصدي العلياء (بالفارسية: باصدی علیا) هي منطقة سكنية تقع في إيران في قسم الريف الشرقي الريفي. يقدر عدد سكانها بـ 141 نسمة بحسب إحصاء 2016.